# روب تايلور (لاعب كرة قدم أمريكية)
روب تايلور (بالإنجليزية: Rob Taylor)‏ هو لاعب كرة قدم أمريكية أمريكي، ولد في 14 نوفمبر 1960 في سانت تشارلز في الولايات المتحدة.